# شیشلی-مجیدیه‌کوی (متروی استانبول)
شیشلی-مجیدیه‌کوی (به انگلیسی: Şişli—Mecidiyeköy) یکی از ایستگاه‌های خط ام۲ و ام۷، متروی استانبول است.
این ایستگاه که در مرکز منطقه شیشلی در خیابان بویوکدره قرار دارد در سال ۲۰۰۰ تأسیس شده‌است.